# 北米兰达
北米兰达是巴西马拉尼昂州的一个市镇。总面积353.553平方公里，总人口17471人，人口密度49.4人/平方公里。